# Sophie Scholl

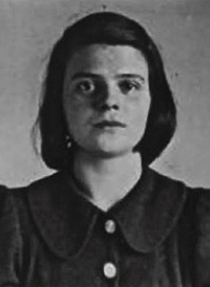
Sophie Scholl (1943), Fotografie von der Gestapo

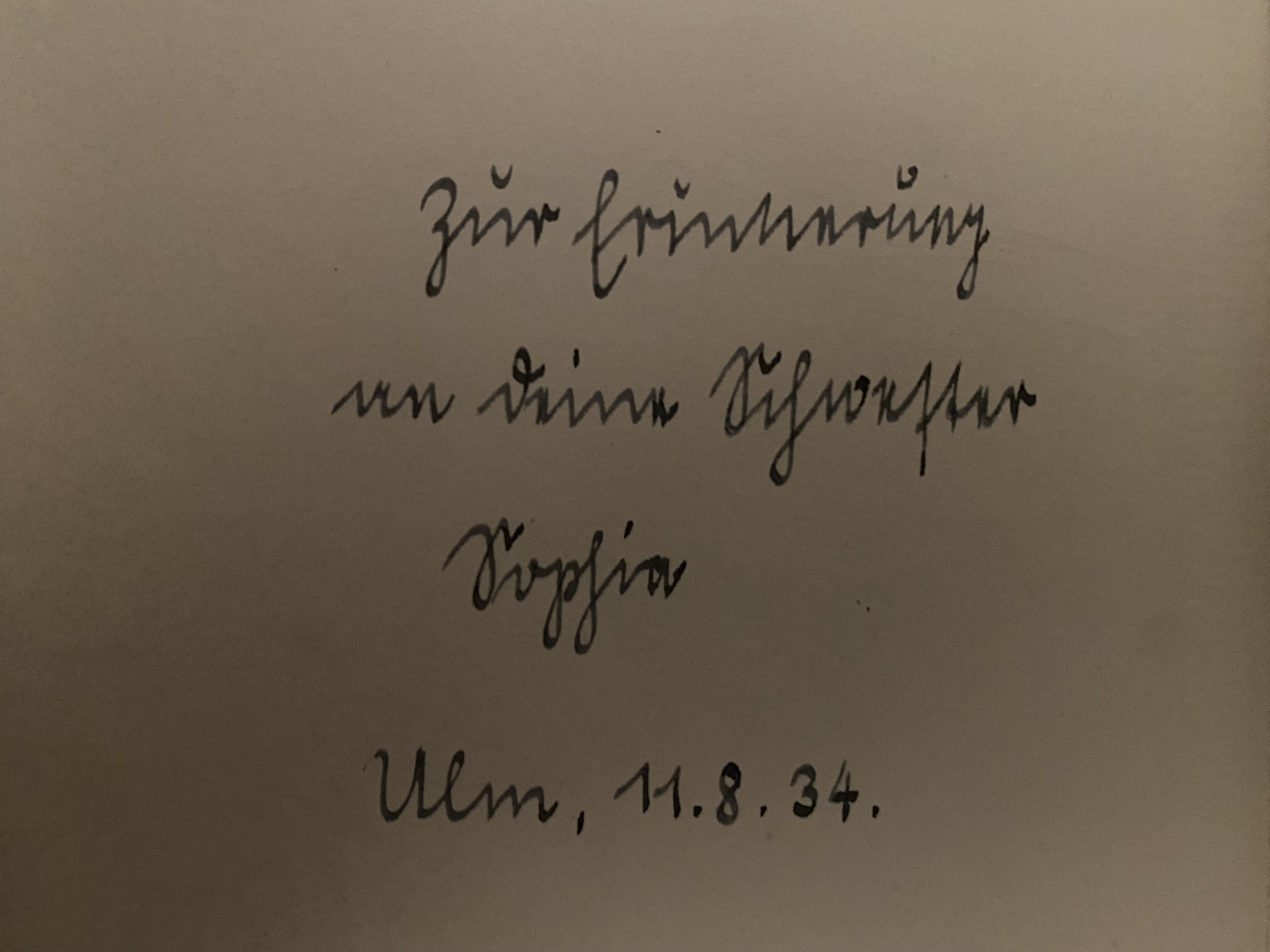
Eigenhändige Widmung Sophie Scholls für ihre Schwester mit Unterschrift

Sophia Magdalena „Sophie“ Scholl (* 9. Mai 1921 in Forchtenberg; † 22. Februar 1943 in München) war eine deutsche Widerstandskämpferin gegen den Nationalsozialismus. Sie war die einzige Frau unter den zuletzt sechs Mitgliedern der studentischen Widerstandsgruppe Weiße Rose in München. Im Januar und Februar 1943 war sie an der Herstellung und Verbreitung der beiden letzten Flugblätter der Weißen Rose beteiligt. Am 18. Februar 1943 legte sie zusammen mit ihrem Bruder Hans Scholl zahlreiche Exemplare des sechsten Flugblatts im Hauptgebäude der Ludwig-Maximilians-Universität aus. Diese risikoreiche Aktion führte zur Festnahme der Geschwister Scholl und in der Folge weiterer Mitglieder und Helfer der Weißen Rose. Vier Tage nach der Festnahme wurden Sophie und Hans Scholl gemeinsam mit Christoph Probst vom Volksgerichtshof zum Tode verurteilt und am selben Tag hingerichtet.

## Leben

### Herkunft und Familie

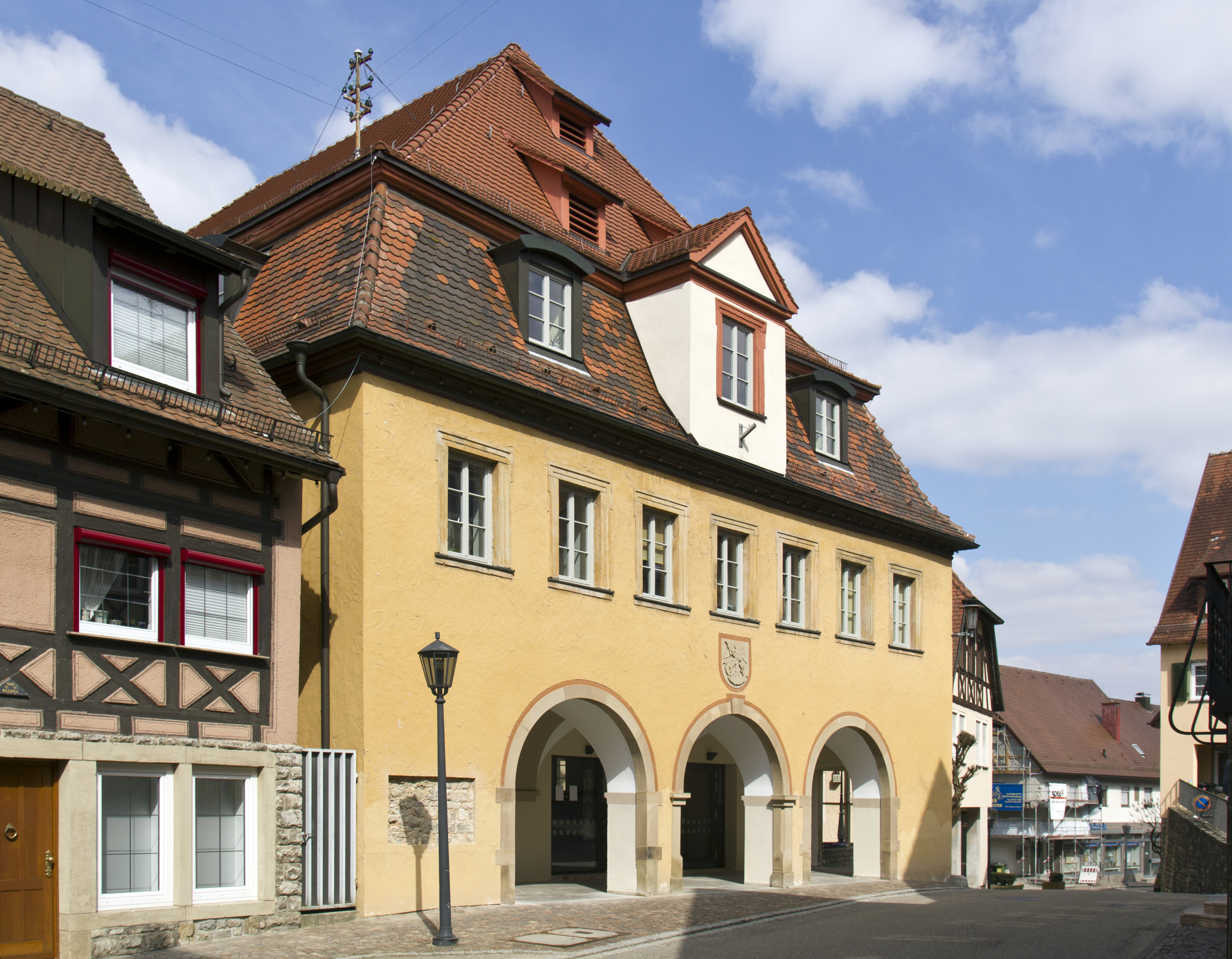
Das Rathaus von Forchtenberg, in dem die Scholls von 1920 bis 1930 wohnten

Sophia Magdalena Scholl wurde am 9. Mai 1921 in Forchtenberg geboren. Ihre Eltern waren die Diakonisse Magdalena Scholl (1881–1958) und Robert Scholl (1891–1973), die 1916 in der Kirche von Geißelhardt geheiratet hatten. Robert Scholl war von 1919 bis 1930 Bürgermeister in Forchtenberg im damaligen Volksstaat Württemberg.
Sophies ältere Geschwister waren Inge (1917–1998), Hans (1918–1943) und Elisabeth (1920–2020). Ihre jüngeren Geschwister waren der Bruder Werner (1922–1944) und eine 1925 geborene Schwester namens Thilde, die im Alter von neun Monaten starb. Ebenfalls in der Familie lebte Robert Scholls unehelicher Sohn Ernst Gruele (1915–1991).
Sophie Scholl wuchs in einem religiös wie politisch liberalen, protestantischen Elternhaus auf. Die Geschwister wurden mit liberalen, christlichen Werten erzogen. Die Familie lebte bis 1930 in Forchtenberg, von 1930 bis 1932 in Ludwigsburg und ab 1932 in Ulm.
In Forchtenberg ging Sophie in den Kleinkindergarten und ab 1928 in die evangelische Volksschule. Ab 1930 besuchte sie die Evangelische Mädchenvolksschule in Ludwigsburg und ab 1932 die Mädchenoberrealschule in Ulm.

### Jugend
Sophie Scholl glaubte zunächst wie ihr zweieinhalb Jahre älterer Bruder Hans Scholl an das von den Nationalsozialisten propagierte Gemeinschaftsideal und trat 1934 dem Bund Deutscher Mädel (BDM) bei, in welchem sie bis 1941 verblieb. Sie engagierte sich für ihre Jungmädel-Gruppe und wurde im Mai 1936 Scharführerin. Sophie veranstaltete wie ihr Bruder Mutproben und Härtetests, um sich und den anderen das Äußerste abzuverlangen. Ihre Eltern wandten sich gegen die Beteiligung ihrer Kinder an den Jugendorganisationen des NS-Staates, gewährten den Kindern aber die Freiheit, hierüber selbst zu entscheiden. Später wandte sie sich von den Jugendorganisationen der NSDAP ab. Nach dem „Reichsparteitag der Ehre“ 1936 nahm sie zusammen mit ihrem Bruder Hans am Gruppenleben der Deutschen Jungenschaft vom 1. November 1929 (kurz „dj.1.11“) teil, eines von Eberhard Koebel gegründeten Jugendbundes, der in der Frühphase des Dritten Reiches versuchte, trotz Verbot weiterzuexistieren. Im Herbst 1937 war Sophie zusammen mit ihren Geschwistern für einige Stunden in Polizeigewahrsam, weil ihr Bruder Hans wegen fortgesetzten Engagements in der Bündischen Jugend verfolgt wurde.
Ebenfalls im Jahr 1937 lernte sie Fritz Hartnagel, den vier Jahre älteren Sohn eines Ulmer Kleinunternehmers, bei einer Tanzveranstaltung kennen. Während seiner Offiziersausbildung blieben beide in brieflicher Verbindung. Kurz vor Ausbruch des Krieges verbrachten sie in Carolinensiel einen gemeinsamen Urlaub.
Nachdem sie im März 1940 ihr Abitur an der Ulmer Mädchenoberrealschule (heute Hans und Sophie Scholl-Gymnasium) absolviert hatte, begann Sophie Scholl im Mai 1940 eine Ausbildung am evangelischen Kindergärtnerinnen-Seminar in Ulm-Söflingen, das von Emma Kretschmer geleitet wurde. Danach, im August 1940, absolvierte sie im Fröbel-Seminar in Ulm ein vierwöchiges Praktikum im Kindersanatorium Kohlermann in Bad Dürrheim. Nachdem diese Ausbildung nicht als Ersatz für den Reichsarbeitsdienst (RAD) anerkannt worden war, beorderte man sie im Frühjahr 1941 zum RAD nach Krauchenwies bei Sigmaringen.

### Religiöse Einflüsse
Sophie Scholl las im Frühjahr 1941, während sie ihren Reichsarbeitsdienst ableistete, in den Werken des Kirchenvaters Augustinus von Hippo. Diese Lektüre brachte ihr manche „spöttische Bemerkung“ der Frauen ein, die mit ihr den RAD ableisteten. Die Wende und Umkehr in Sophie Scholls Leben geschah im Frühjahr 1941, von da an fand sie gerade in den augustinischen Schriften eine Orientierung. Auf die Glaubensentwicklung der protestantisch geprägten Sophie hatte in den Jahren 1941 bis 1943 der Katholik Otl Aicher den stärksten Einfluss. Neben der Lektüre von Augustinus-Texten war sie vom Tagebuch eines Landpfarrers des (ebenfalls katholischen) französischen Autors Georges Bernanos  beeindruckt. Sophie, ihre Geschwister und Aicher (ihr späterer Schwager) verpflichteten sich, den Glauben, den das Buch vermittelt, „für ihr Leben zu erschließen“.

### Kindergärtnerin in Blumberg
Am 7. Oktober 1941 erhielt sie eine Anstellung im NSV-Kinderhort in Blumberg, wo sie bis Ende März 1942 einen Kriegshilfsdienst ableisten musste, der inzwischen für Studierwillige eingeführt worden war. Während ihrer Zeit in dem von den Nationalsozialisten brachial vom Dorf in eine Bergbaustadt umgebauten Ort entwickelte sich ihre Hinwendung zum Religiösen auch zu einer sozial und politisch motivierten Haltung. Während ihrer Zeit in Blumberg war ihr Freund Fritz Hartnagel als Ausbildungsoffizier in Weimar stationiert. Sie trafen sich an den Wochenenden in Konstanz und Freiburg.

### Studium in München
Im Mai 1942 begann Sophie Scholl ein Studium der Biologie und Philosophie an der Ludwig-Maximilians-Universität in München.
Fritz Hartnagel, mit dem sie inzwischen verlobt war, besuchte sie in München im Mai, bevor er zum Kriegsdienst im Deutsch-Sowjetischen Krieg musste. Sie blieben brieflich in Kontakt, zu einem Wiedersehen kam es nicht mehr. In den Semesterferien im Sommer 1942 musste sie in einem Ulmer Rüstungsbetrieb arbeiten.

### Sophie Scholl und die Weiße Rose
Durch ihren Bruder, der an derselben Universität Medizin studierte, lernte Sophie Scholl Studenten kennen, die sie in ihrer Ablehnung der NS-Herrschaft bestärkten. Robert Zoske vermutet, dass Sophie bereits zu Beginn des Jahres 1942 mit ihrem Bruder Hans über Widerstandsaktionen sprach. Hans wollte seine Schwester aus der studentischen Widerstandsgruppe Weiße Rose heraushalten, um sie zu schützen; es gelang Sophie aber, sich der Gruppe anzuschließen.
Die Flugblätter der Weißen Rose riefen zu klaren Entscheidungen gegen Hitlers Diktatur und den Krieg auf. Mitglieder der Gruppe schrieben und vervielfältigten die Flugblätter und verschickten sie mit der Post. Von den ersten vier Flugblättern im Sommer 1942 stellten sie nur jeweils etwa 100 Kopien her. Sophie Scholl war daran nicht beteteiligt. In Ulm fand Hans Hirzel ein Flugblatt in seiner Post. Er vermutete Hans Scholl als Autor. Daraufhin fuhr er nach München, er traf Hans Scholl und seine Freunde am 22. Juli bei einer Abschiedsfeier. Sophie Scholl gab Hans Hirzel später Geld für ein Abzugsgerät zur Vervielfältigung von Flugblättern, das er auch kaufte. Er bekam jedoch Angst und warf das Gerät in die Donau.

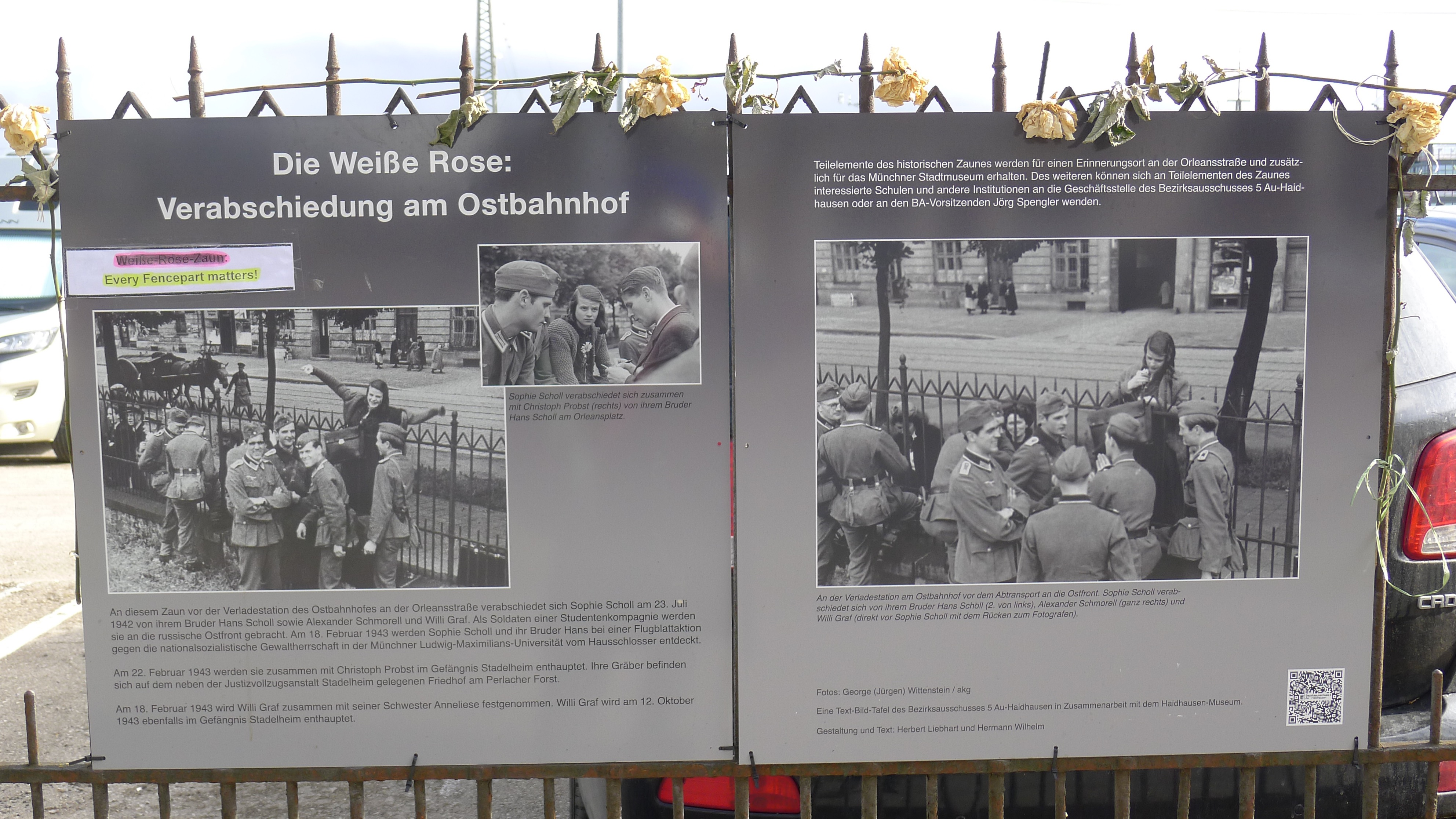
Plakat am ehemaligen Weiße-Rose-Zaun am Ostbahnhof München (Februar 2022). Die beiden größeren Fotos zeigen Sophie Scholl und – durch den Zaun von ihr getrennt – Hans Scholl mit seinen Freunden. Das kleinere Foto zeigt Sophie Scholl zwischen Hans Scholl (links) und Christoph Probst.

Am 23. Juli 1942, am Tag nach der Abschiedsfeier, verabschiedeten sich Sophie Scholl und Christoph Probst am Ostbahnhof von Hans Scholl, Alexander Schmorell und Willi Graf, die zusammen mit weiteren Medizinstudenten von dort Richtung Sowjetunion abfahren sollten, um an der Front Hilfe zu leisten. Dabei entstanden bedeutende Gruppenfotos der Weißen Rose, auf denen vor allem Sophie Scholl zur Geltung kommt (siehe Weiße-Rose-Zaun). Eines dieser Fotos ist das bekannteste Weiße-Rose-Bild: Sophie Scholl zwischen Hans Scholl und Christoph Probst.
Im Januar 1943 war Sophie Scholl erstmals an der Herstellung eines Flugblattes beteiligt. Es war das fünfte Flugblatt der Weißen Rose, das mit Hilfe eines neuen Vervielfältigungsapparats in einer viel höheren Auflage produziert werden konnte. Sophie Scholl beschaffte Materialien, half bei der Herstellung, besorgte Adressen für die Verteilung und führte die Kasse. Am 25. Januar 1943 fuhr sie nach Ulm und übergab Hans Hirzel 2000 Flugblätter für die weitere Verteilung. Dessen Schwester Susanne Hirzel war eine Freundin von Sophie Scholl und studierte in Stuttgart Musik. Hans und Susanne Hirzel warfen in der Nacht des 27. Januar das fünfte Flugblatt in Stuttgarter Briefkästen.
Im Februar 1943 schrieb Kurt Huber das sechste Flugblatt, das sich an Studenten richtete. Es enthielt den Aufruf, das NS-Regime zu stürzen und ein „neues geistiges Europa“ zu errichten. Mitte Februar wurden die Kopien hergestellt und wieder großenteils per Post verschickt.

### Verhaftung

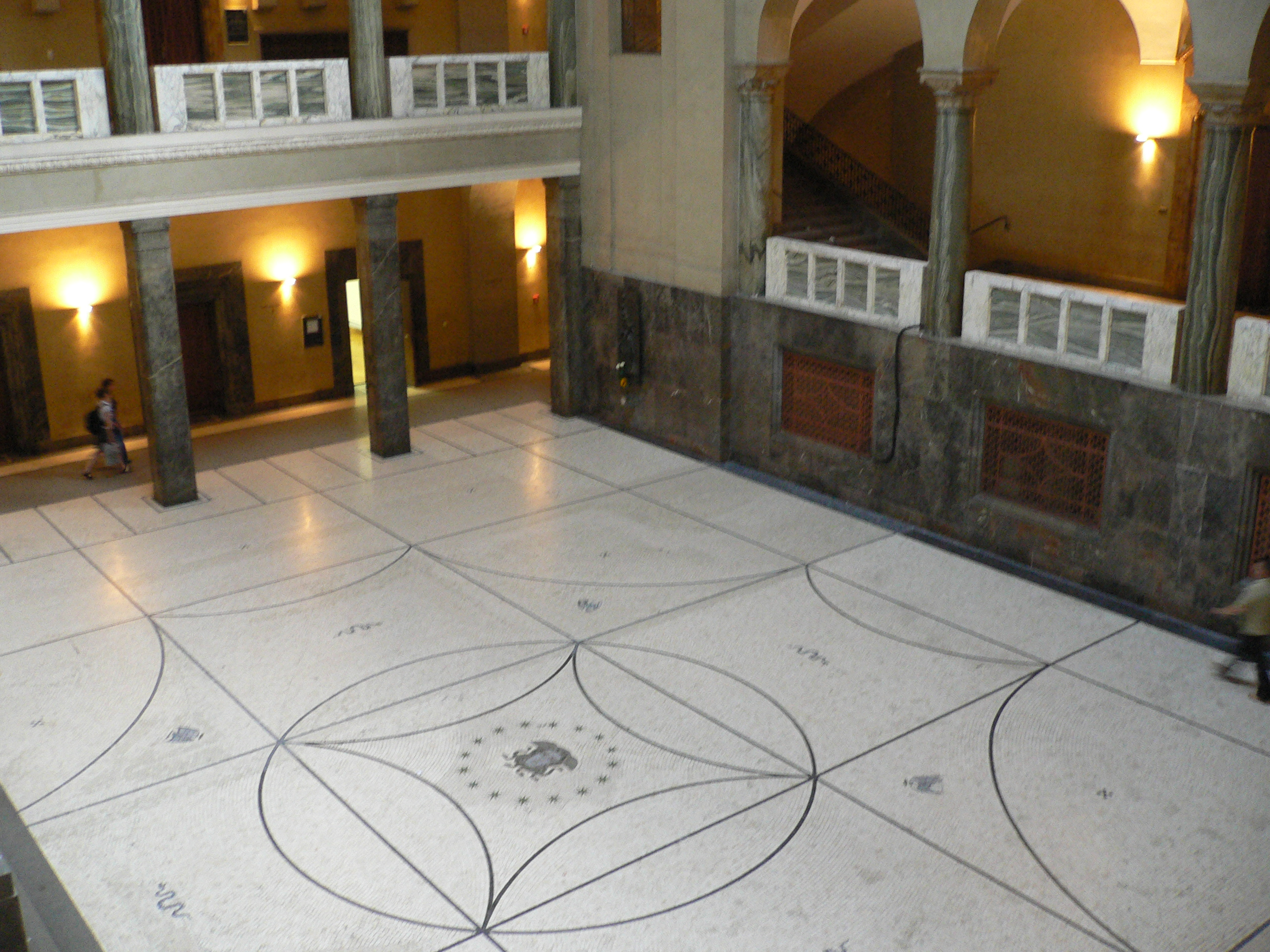
Lichthof im Hauptgebäude der Ludwig-Maximilians-Universität München (2005)

Am 18. Februar 1943 verteilte Sophie Scholl zusammen mit ihrem Bruder Hans in der Münchner Universität ca. 1700 Flugblätter, dabei fielen einige Flugblätter in den Lichthof. Der Pedell der Universität Jakob Schmid, ein SA-Mann, entdeckte die Flugblätter um ca. 11:15 Uhr. Er stellte die Geschwister Scholl und führte sie zum Rektorat. Nach mehrstündigem Verhör durch den Universitätssyndikus Ernst Haeffner und den Rektor der Universität, Professor Walther Wüst, nahm die Gestapo beide fest und inhaftierte sie.
In der Münchner Gestapo-Zentrale im Wittelsbacher Palais in der Brienner Straße verhörte Kriminalobersekretär Robert Mohr Sophie Scholl vom 18. bis 20. Februar. Wie sich aus dem Vernehmungsprotokoll der Gestapo ergibt, versuchte sie konsequent, ihre Freunde zu schützen, indem sie sich und Hans als die Hauptakteure darstellte. Am 20. Februar wurde auch Christoph Probst festgenommen.

### Todesurteil
Am 22. Februar 1943 fand der Prozess gegen Hans und Sophie Scholl und den Kommilitonen Christoph Probst vor dem Volksgerichtshof in München statt. Die Anklageschrift hatte der Reichsanwalt Albert Weyersberg verfasst, als Beisitzer fungierten der Landgerichtsdirektor Martin Stier, der Erste Staatsanwalt Adolf Bischoff als Sachbearbeiter, der SS-Gruppenführer und Chef des SS-Gerichts in München Franz Breithaupt, der Staatssekretär im bayerischen Justizministerium Max Köglmaier und der SA-Gruppenführer Hanns Bunge. Den Vorsitz führte der eigens aus Berlin angereiste Richter Roland Freisler, der die drei Angeklagten wegen „landesverräterischer Feindbegünstigung, Vorbereitung zum Hochverrat [und] Wehrkraftzersetzung“ zum Tode verurteilte. Ein eilig gestelltes Gnadengesuch wurde vom „zufällig“ in München weilenden Justizminister Otto Thierack umgehend abgelehnt.

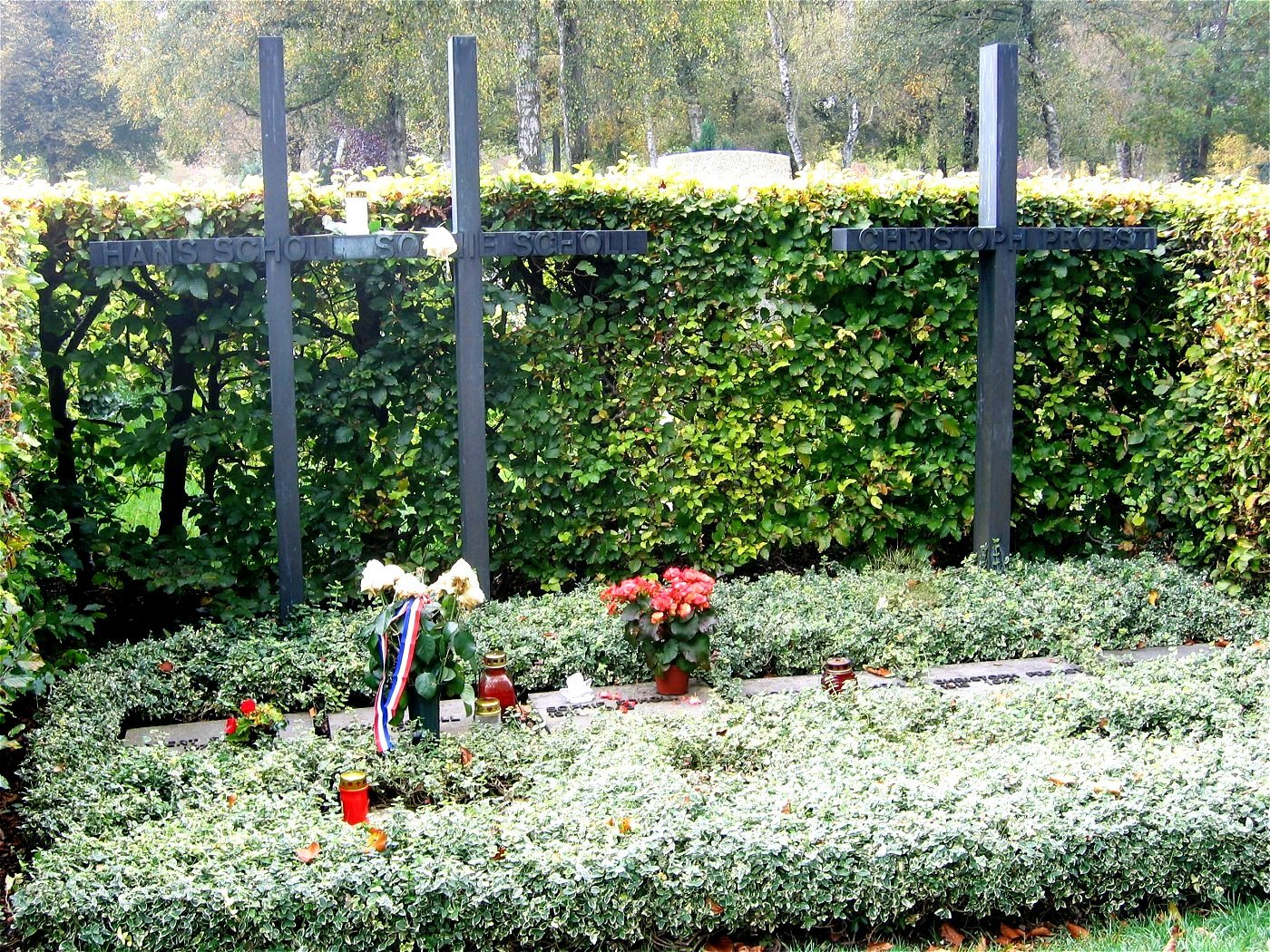
Die Gräber von Hans und Sophie Scholl sowie Christoph Probst

Gegen 17 Uhr desselben Tages wurden die Geschwister Scholl und Christoph Probst im Strafgefängnis München-Stadelheim hingerichtet. Der Leiter der Vollstreckungsabteilung des Münchner Landgerichts Walter Roemer hatte die Aufsicht. Die drei Verurteilten wurden vom Scharfrichter Johann Reichhart mit der Guillotine enthauptet. Reichhart äußerte später, er habe noch nie jemanden so tapfer sterben sehen wie Sophie Scholl.
Sophie Scholls Verlobter Fritz Hartnagel lag zu dieser Zeit in einem Lazarett in Lemberg. Aus Briefen ihrer Mutter erfuhr er von der Hinrichtung. Im Jahr 1945 heiratete er Sophies Schwester Elisabeth.
Die Gräber von Sophie und Hans Scholl sowie Christoph Probst befinden sich auf dem neben der Justizvollzugsanstalt Stadelheim gelegenen Friedhof am Perlacher Forst (Grab Nr. 73-1-18/19).

## Schriften
- Inge Jens (Hrsg.): Hans Scholl und Sophie Scholl. Briefe und Aufzeichnungen. Fischer, Frankfurt am Main 1984, ISBN 3-10-036402-3.

Sophie Scholls Briefe und Tagebuch-Aufzeichnungen spiegeln das Bild einer jungen Frau von hoher Empfindsamkeit für die Schönheiten der Natur und von tiefem christlichen Glauben wider. Das folgende Zitat von Jacques Maritain kommt in ihren Briefen mehrmals vor: „Il faut avoir l’esprit dur et le cœur tendre“ („Man muss einen harten Geist und ein weiches Herz haben“). Sie beschäftigte sich intensiv mit der Harmonie der Seele: „Ich merke, dass man mit dem Geiste (oder dem Verstand) wuchern kann, und dass die Seele dabei verhungern kann.“
- Thomas Hartnagel (Hrsg.): Sophie Scholl und Fritz Hartnagel. Damit wir uns nicht verlieren. Briefwechsel 1937–1943. Fischer, Frankfurt am Main 2005, ISBN 3-10-000425-6. (Der Herausgeber Thomas Hartnagel ist ein Sohn von Fritz Hartnagel.)

## Würdigung

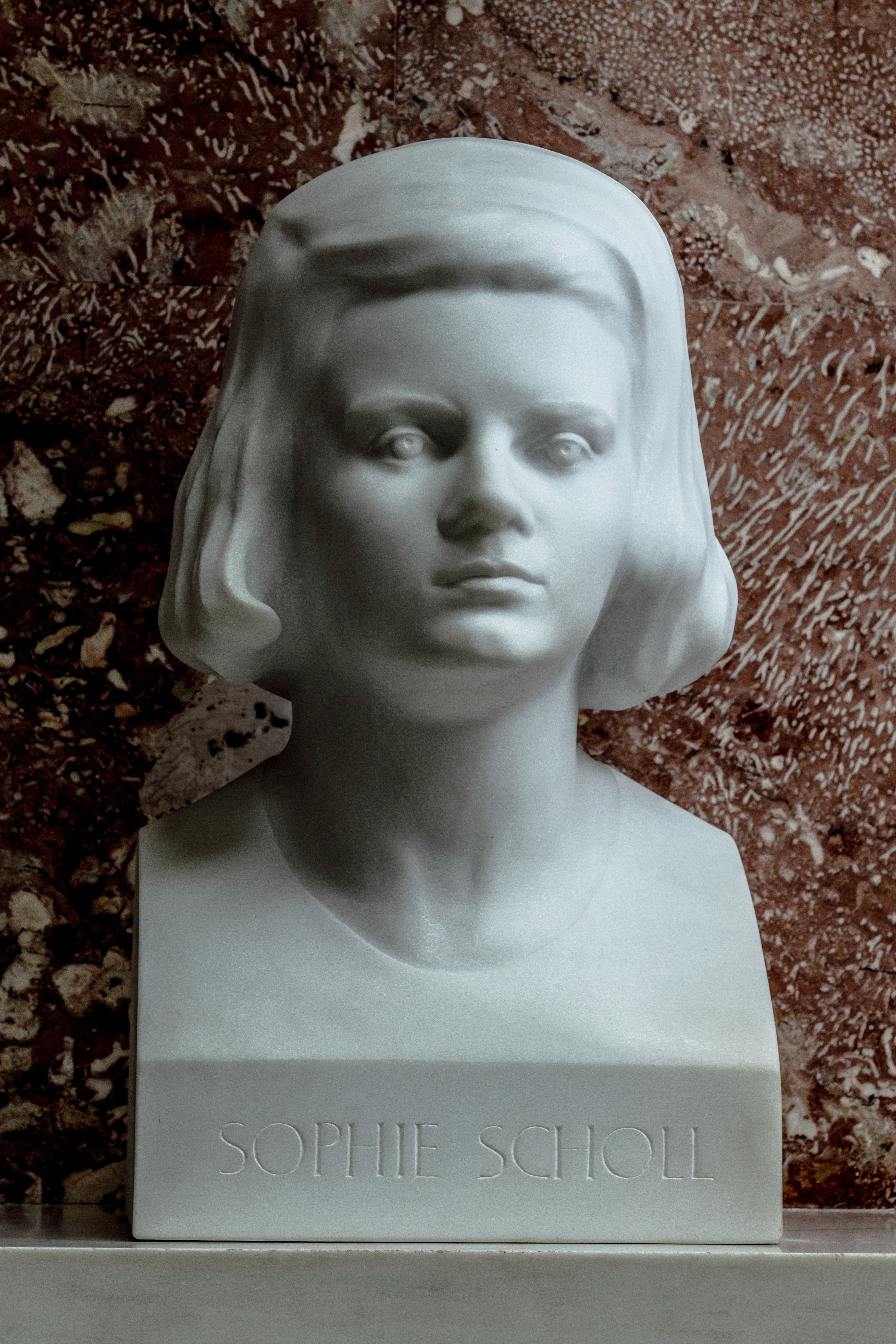
Büste von Sophie Scholl in der Walhalla (seit 2003)

Siehe auch: Geschwister Scholl#Würdigung und Rezeption sowie Würdigung der Weißen Rose.
Benennungen nach Sophie Scholl
- Im Dezember 1945 wurde die renommierte, 1886 gegründete Königliche Augusta-Schule, Berlin, in Sophie-Scholl-Schule umbenannt.[26]
- Ein Wagen der Straßenbahn Ulm, Baujahr 2003, trägt ihren Namen.[27]
- Im Jahr 2008 wurde in Wien-Donaustadt (22. Bezirk) die Sophie-Scholl-Gasse nach ihr benannt.
- 2014 wurde ein neusprachliches Gymnasium in Trient nach ihr benannt.[28]
- 2019 wurde in Ludwigsburg die frühere Mädchenvolksschule in der Schulgasse 8,[29] in der Sophie Scholl in den Jahren 1930–1932 die dritte und vierte Klasse besuchte, anlässlich einer Fusionierung in Sophie-Scholl-Schule umbenannt.[30]

Briefmarken und Gedenkmünze
- 1961 gab die Deutsche Post der DDR eine Briefmarke zu Ehren von Sophie und Hans Scholl heraus (Nennwert: 25+10 Pfennig, Erstausgabetag: 7. September 1961, Auflage: 2.000.000).
- 1964 widmete die Deutsche Bundespost Sophie Scholl eine von E. und Gerd Aretz gestaltete Briefmarke aus einem Briefmarkenblock zum 20. Jahrestag des 20. Juli 1944 (Nennwert: 20 Pfennig, Erstausgabetag: 20. Juli 1964, Auflage: 6.941.000).
- Von Gerd Aretz stammt auch der Entwurf zur 1991 erschienenen Marke der Briefmarkenserie Frauen der deutschen Geschichte (Nennwert: 150 Pfennig, Erstausgabetag: 15. Februar 1991, Auflage: 35.436.000).
- Mit dem Erstausgabetag 6. Mai 2021 gab die Deutsche Post AG anlässlich des 100. Geburtstags von Sophie Scholl ein Sonderpostwertzeichen im Nennwert von 80 Eurocent heraus. Der Entwurf stammt vom Grafiker Detlef Bär aus Köln. Abgedruckt ist dort neben einem Porträt ein Zitat, das von ihrem Todestag überliefert ist: „So ein herrlicher, sonniger Tag, und ich soll gehen. Was liegt an meinem Tod, wenn durch unser Handeln Tausende von Menschen aufgerüttelt und geweckt werden.“[31]
- 2021 wurde anlässlich des 100. Geburtstags von Sophie Scholl eine 20-Euro-Gedenkmünze herausgegeben, gestaltet von Olaf Stoy.[32]

Büsten und Wachsfigur
- 60 Jahre nach ihrem Tod, am 22. Februar 2003, wurde Sophie Scholl mit einer Büste in der Walhalla in Donaustauf geehrt. Der bayerische Ministerpräsident Edmund Stoiber würdigte sie in einem Festakt als „weltweites Symbol für den Aufstand des Gewissens gegen nationalsozialistisches Unrecht“.
- Seit 2005 steht eine Bronzebüste von Sophie Scholl im Lichthof der LMU München.[33]
- Im Wachsfigurenkabinett von Madame Tussauds in Berlin steht eine lebensgroße Figur von Sophie Scholl.[34]

## Film, Bühnenwerke, Multimedia
Die Lebensgeschichte der Widerstandskämpferin wurde mehrfach filmisch und in Bühnenwerken dargestellt.

### Filme
- 1982: Die weiße Rose, Spielfilm, Regie Michael Verhoeven. Mit Lena Stolze als Sophie Scholl.
- 1982: Fünf letzte Tage,  Spielfilm, Regie Percy Adlon. Mit Lena Stolze als Sophie Scholl.
- 2005: Sophie Scholl – Die letzten Tage, Spielfilm, Deutschland, 116 Min., Buch: Fred Breinersdorfer, Regie: Marc Rothemund. Mit Julia Jentsch als Sophie Scholl. 2006 nominiert für einen Oscar als bester fremdsprachiger Film.
- 2005: Sophie Scholl – Allen Gewalten zum Trotz. Dokumentarfilm mit Berichten von Zeitzeugen, Regie: Marieke Schroeder, 70 Min.,[35] kürzere Fassung 59 Min.[36][37]
- 2013: Sophie Scholl – Die Seele des Widerstands. Szenische Dokumentation in der Reihe Frauen, die Geschichte machten, Deutschland, 51 Min., Hauptrolle: Liv Lisa Fries, Buch: Stefan Brauburger und Cristina Trebbi, Regie: Christian Twente und Michael Löseke, Erstausstrahlung am 17. Dezember 2013 im ZDF, Programminformation und Film in der ZDF-Mediathek (verfügbar bis 16. Dezember 2023)
- 2021: Sophie Scholl – Das Gesicht des besseren Deutschlands. Dokumentarfilm von Sabine Jainski und Ilona Kalmbach. Deutschland, ARD, 3sat. 40 Minuten.[38]

### Opern
- 1986: Weiße Rose, Kammeroper von Udo Zimmermann. Szenen für zwei Sänger (Hans und Sophie Scholl) und 15 Instrumentalisten nach Texten von Wolfgang Willaschek. Uraufführung am 27. Februar 1986 in der Opera Stabile, Hamburg.
- 2021: Gerade sein und Mensch werden: Sophie Scholl. Musiktheater für fünf Stimmen und 18 Instrumente von Karola Obermüller (Komposition) und Ulrike Schumann (Text). Uraufführung am 1. Oktober 2021 im Theater Heidelberg.[39]

### Theater
- 2006: Sophie Scholl – Die letzten Tage, Bühnenfassung von Betty Hensel nach dem Filmdrehbuch von Fred Breinersdorfer. Uraufführung: 28. Februar 2008 am Schauspielhaus Salzburg unter der Regie von Betty Hensel.[40][41]
- 2014: Name: Sophie Scholl, Theaterstück von Rike Reiniger. Uraufführung am 29. Oktober 2014 im Landesgericht Wien, Regie: Melika Ramic, Produktion: werk 89/ Dschungel Wien. Deutsche Erstaufführung am 9. Juni 2015 im Memorium Nürnberger Prozesse, Regie: Silke Würzberger, Produktion: Gostner Hoftheater. Schweizer Erstaufführung am 25. und 30. September 2017 im Jungen Theater Solothurn. Das Stück verknüpft den Gewissenskonflikt einer heutigen Jura-Studentin mit dem Leben der historischen Sophie Scholl. Es wurde ausgezeichnet mit dem Preis der Juristischen Fakultät der Universität Regensburg.[42] Name: Sophie Scholl ist im Klak-Verlag Berlin als Buch erschienen.[43]
- 2017: Sophie/Clara, Theaterstück für Jugendliche von Christoph Busche. Uraufführung am 25. März 2017 am Theater Kiel (Werftparktheater) in der Regie von Astrid Großgasteiger. Das Stück besteht aus zwei Teilen und stellt die Biografie von Sophie Scholl jener der gleichaltrigen Clara Sabrowski gegenüber, einer überzeugten Nationalsozialistin. Es thematisiert unterschiedliche Lebenswege und die Bedeutung von Gewissensentscheidungen während der Nazizeit.[44]

### Musicals
- SCHOLL – Die Knospe der Weißen Rose. Musical[45] von Titus Hoffmann und Thomas Borchert. Uraufführung im Stadttheater Fürth am 14. April 2023.
- Die Weiße Rose. Musical von Alex Melcher und Vera Bolten. Premiere im Festspielhaus Neuschwanstein in Füssen am 30. Juni 2025.[46] Vorführungen vom 3. bis 6. Juli 2025 im Deutschen Theater München.[47]

### Social Media
Anfang Mai 2021, anlässlich des 100. Geburtstags von Sophie Scholl, starteten der Südwestrundfunk und der Bayerische Rundfunk  das Instagram-Projekt @ichbinsophiescholl. Die letzten Lebensmonate wurden mit Instagram-Postings nachgestellt, als ob Scholl selbst sie gepostet hätte. Dabei trat Schauspielerin Luna Wedler in die Rolle der Sophie Scholl und stellte im Stil eines aktuellen Influencer-Kanals auf Instagram das letzte Jahr im Leben der Widerstandskämpferin dar. Das Projekt wurde aufgrund seiner Innovation und gesellschaftlichen Relevanz gelobt, aber auch wegen historischer Ungenauigkeiten kritisiert. Die Redaktionsleitung übernahm Suli Kurban, die das Projekt als Social-Media-Serie bezeichnete. Das Konzept orientierte sich stark an dem zwei Jahre zuvor auf Instagram umgesetzten Projekt @eva.stories aus Israel, das von einem jüdischen Mädchen aus Ungarn handelt, das in Auschwitz ermordet wurde. Die Problematik der halb-fiktionalen Vorgehensweise des Projekts @ichbinsophiescholl wurde im Februar 2022 im ZDF Magazin Royale thematisiert.